# Ковари
Ковари или четкорепи торбарски пацов (Dasyuroides byrnei) је врста сисара торбара из реда Dasyuromorphia.

## Опис
Тело коварија од врха њушке до корена репа дуго је 16,5-18 cm, док је реп дуг 13-14 cm. Крзно је пепељасто сиве боје, а препознатљива одлика је реп са црним длакама на крају, који изгледа као четка, која се разликује од оне код врста рода мулгар (Dasycercus) у томе што длаке потпуно окружују крај репа. Живи 3-6 година.
Исхрана му се углавном састоји од инсеката и паукова, али вероватно и од ситних гуштера, птица или глодара. Познат је као халапљив предатор. Живи у подземним јамама, сам или у мањим групама. Из њих излази да би ловио међу бусенима траве. Пари се зими, од маја до октобра, и рађа 5-6 младих након трудноће од 32 дана.

## Распрострањење
Ареал врсте је ограничен на Аустралију, која је једино познато природно станиште врсте. Ковари насељава камените пустињске области слива језера Ер, на североистоку Јужне Аустралије и југозападу Квинсленда. Западно од језера Ер популација врсте се смањује и вероватно је изумрла у тој области.

## Станиште
Станишта врсте су екосистеми ниских трава и шумски екосистеми и речни екосистеми.

## Угроженост
Ова врста се сматра рањивом у погледу угрожености врсте од изумирања.